# Prima Divisione IFL 2016
La Prima Divisione IFL 2016 è la 9ª edizione del campionato di football americano di Prima Divisione, organizzato dalla IFL e dalla FIDAF. 
Con la promozione dei Guelfi in sostituzione dei retrocessi Briganti, il campionato rimane a 12 squadre. 
Con i 12 Team partecipanti non cambia la formula del campionato, che sarà diviso in due gironi, Nord e Sud, formati da 6 team ciascuno.

## Squadre partecipanti
| Club             | Città   | Stadio                                              | Sponsor ufficiale | Risultato nella stagione 2015                                    |
| ---------------- | ------- | --------------------------------------------------- | ----------------- | ---------------------------------------------------------------- |
| Aquile Ferrara   | Ferrara | Mike Wyatt Field                                    | Dimedia srl       | 5º posto in regular season IFL (girone Sud)                      |
| Dolphins Ancona  | Ancona  | C.S. Nelson Mandela                                 | GLS               | Quarti di finale IFL                                             |
| Giaguari Torino  | Torino  | Stadio Primo Nebiolo                                |                   | 6º posto in regular season IFL (girone Nord), vincono il playout |
| Giants Bolzano   | Bolzano | Stadio Europa                                       |                   | Semifinalisti IFL                                                |
| Grizzlies Roma   | Roma    | C.S. Happy Fitness World (ex Salaria Sport Village) |                   | Quarti di finale IFL                                             |
| Guelfi Firenze   | Firenze |                                                     |                   | Semifinalisti Seconda Divisione                                  |
| Lions Bergamo    | Bergamo | Stadio Comunale (Osio Sotto)                        | Balsamo Srl       | 5º posto in regular season IFL (girone Nord)                     |
| Marines Lazio    | Roma    | G.S. Polizia Municipale                             | Cottorella        | Quarti di finale IFL                                             |
| Panthers Parma   | Parma   | Stadio Ennio Tardini                                |                   | Finalisti IFL                                                    |
| Rhinos Milano    | Milano  | Stadio Comunale (Pero)                              | Sampla Belting    | Semifinalisti IFL                                                |
| Seamen Milano    | Milano  | Arena Civica                                        | Cisalfa           | Vincitori XXXV Italian Bowl                                      |
| Warriors Bologna | Bologna | Alfheim Field – Centro sportivo "Giorgio Bernardi"  |                   | Quarti di finale IFL                                             |

## Stagione regolare

### Calendario

#### 1ª giornata
| Torino 5 marzo 2016, ore 21:00 CEST | Giaguari Torino | 17 – 14 | Seamen Milano | Stadio Primo Nebiolo |

| Bologna 5 marzo 2016, ore 21:00 CEST | Warriors Bologna | 0 – 22 (0-8 0-6 0-8 0-0) | Marines Lazio | Alfheim Field – Centro sportivo "Giorgio Bernardi" |

| Azzano San Paolo 6 marzo 2016, ore 14:00 CEST | Lions Bergamo | 14 – 42 | Panthers Parma | Stadio Comunale |

| Bolzano 6 marzo 2016, ore 15:00 CEST | Giants Bolzano | 14 – 21 (7-7 0-7 7-0 0-7) | Rhinos Milano | Stadio Europa |

| Ferrara 6 marzo 2016, ore 15:00 CEST | Aquile Ferrara | 21 – 17 (7-3 7-7 0-7 7-0) | Guelfi Firenze | Mike Wyatt Field |

| Roma 6 marzo 2016, ore 16:00 CEST | Grizzlies Roma | 0 – 31 (0-14 0-7 0-0 0-10) | Dolphins Ancona | Salaria Sport Village |

#### 2ª giornata
| Milano 12 marzo 2016, ore 18:00 CEST | Seamen Milano | 21 – 14 (0-0 14-0 0-0 7-14) | Giants Bolzano | Arena Civica |

| Ancona 12 marzo 2016, ore 18:00 CEST | Dolphins Ancona | 26 – 14 (7-0 7-14 6-0 6-0) | Guelfi Firenze | C.S. Nelson Mandela – Via Montagnola |

| Azzano San Paolo 12 marzo 2016, ore 20:00 CEST | Lions Bergamo | 23 – 28 | Giaguari Torino | Stadio Comunale |

| Ferrara 13 marzo 2016, ore 15:00 CEST | Aquile Ferrara | 21 – 13 (0-0 7-7 7-0 7-6) | Grizzlies Roma | Mike Wyatt Field |

| Parma 13 marzo 2016, ore 15:00 CEST | Panthers Parma | 15 – 27 (3-7 6-7 0-6 6-7) | Rhinos Milano | Stadio Ennio Tardini |

#### 3ª giornata
| Ancona 19 marzo 2016, ore 18:00 CEST | Dolphins Ancona | 40 – 13 | Aquile Ferrara | C.S. Nelson Mandela |

| Azzano San Paolo 19 marzo 2016, ore 19:00 CEST | Lions Bergamo | 32 – 20 | Seamen Milano | Campo Comunale |

| Pero 22 marzo 2016, ore 19:00 CEST | Rhinos Milano | 41 – 21 | Giaguari Torino | C.S. Gianni Brera |

| Roma 19 marzo 2016, ore 20:00 CEST | Grizzlies Roma | 20 – 9 | Warriors Bologna | Salaria Sport Village |

| Roma 20 marzo 2016, ore 15:30 CEST | Marines Lazio | 56 – 8 | Guelfi Firenze | G.S. Polizia Municipale |

#### 4ª giornata
| Milano 9 aprile 2016, ore 18:00 CEST | Seamen Milano | 48 – 34 | Lions Bergamo | Arena Civica |

| Ancona 9 aprile 2016, ore 18:00 CEST | Dolphins Ancona | 42 – 25 (21-7 7-7 6-3 8-8) | Grizzlies Roma | C.S. Nelson Mandela |

| Torino 9 aprile 2016, ore 21:00 CEST | Giaguari Torino | 14 – 34 (14-7 0-6 0-0 0-21) | Rhinos Milano | Stadio Primo Nebiolo |

| Parma 10 aprile 2016, ore 15:00 CEST | Panthers Parma | 34 – 17 (0-3 10-0 14-8 10-6) | Giants Bolzano | Stadio Ennio Tardini |

| Firenze 10 aprile 2016, ore 15:00 CEST | Guelfi Firenze | 39 – 6 (10-0 17-6 6-0 6-0) | Warriors Bologna | Guelfi Sport Center |

| Roma 10 aprile 2016, ore 15:30 CEST | Marines Lazio | 52 – 49 (8-7 30-27 14-7 0-8) | Aquile Ferrara | G.S. Polizia Municipale |

#### 5ª giornata
| Pero 16 aprile 2016, ore 18:00 CEST | Rhinos Milano | 56 – 47 (7-14 14-7 14-7 21-19) | Panthers Parma | C.S. Gianni Brera |

| Azzano San Paolo 16 aprile 2016, ore 19:00 CEST | Lions Bergamo | 14 – 31 (0-7 0-14 7-3 7-7) | Giants Bolzano | Campo comunale |

| Bologna 16 aprile 2016, ore 21:00 CEST | Warriors Bologna | 0 – 28 (0-0 0-7 0-7 0-14) | Dolphins Ancona | Alfheim Field – Centro sportivo "Giorgio Bernardi" |

| Roma 17 aprile 2016, ore 15:30 CEST | Marines Lazio | 44 – 14 (14-0 22-0 8-14 0-0) | Grizzlies Roma | G.S. Polizia Municipale |

#### 6ª giornata
| Milano 23 aprile 2016, ore 18:00 CEST | Seamen Milano | 19 – 45 (0-0 7-21 6-7 6-17) | Rhinos Milano | Arena Civica |

| Firenze 23 aprile 2016, ore 18:00 CEST | Guelfi Firenze | 27 – 12 (14-0 6-0 0-6 7-6) | Grizzlies Roma | Guelfi Sport Center |

| Torino 23 aprile 2016, ore 21:00 CEST | Giaguari Torino | 18 – 31 (6-0 0-14 6-14 6-3) | Giants Bolzano | Stadio Primo Nebiolo |

| Parma 24 aprile 2016, ore 15:00 CEST | Panthers Parma | 40 – 7 (10-7 20-0 10-0 0-0) | Lions Bergamo | Stadio Ennio Tardini |

| Roma 24 aprile 2016, ore 15:30 CEST | Marines Lazio | 32 – 40 | Dolphins Ancona | G.S. Polizia Municipale |

| Ferrara 24 aprile 2016, ore 15:30 CEST | Aquile Ferrara | 40 – 13 (12-0 16-7 12-0 0-6) | Warriors Bologna | Mike Wyatt Field |

#### 7ª giornata
| Milano 30 aprile 2016, ore 18:00 CEST | Seamen Milano | 6 – 24 | Panthers Parma | Arena Civica |

| Firenze 30 aprile 2016, ore 18:00 CEST | Guelfi Firenze | 29 – 13 (8-6 7-0 7-7 7-0) | Aquile Ferrara | Guelfi Sport Center |

| Torino 30 aprile 2016, ore 21:00 CEST | Giaguari Torino | 29 – 20 (6-12 9-8 7-0 7-0) | Lions Bergamo | Stadio Primo Nebiolo |

| Roma 1º maggio 2016, ore 17:00 CEST | Marines Lazio | 40 – 14 | Warriors Bologna | G.S. Polizia Municipale |

#### 8ª giornata
| Pero 7 maggio 2016, ore 18:00 CEST | Rhinos Milano | 34 – 33 | Seamen Milano | C.S. Gianni Brera |

| Ancona 7 maggio 2016, ore 18:00 CEST | Dolphins Ancona | 41 – 6 (21-0 13-0 0-0 7-6) | Warriors Bologna | C.S. Nelson Mandela |

| Firenze 7 maggio 2016, ore 21:00 CEST | Guelfi Firenze | 31 – 6 (7-0 14-6 3-0 7-0) | Marines Lazio | Guelfi Sport Center |

| Bolzano 8 maggio 2016, ore 15:00 CEST | Giants Bolzano | 34 – 20 (7-0 2-6 6-7 19-7) | Lions Bergamo | Stadio Europa |

| Parma 8 maggio 2016, ore 15:00 CEST | Panthers Parma | 52 – 20 (7-7 28-7 10-6 7-0) | Giaguari Torino | Stadio Ennio Tardini |

| Roma 8 maggio 2016, ore 16:00 CEST | Grizzlies Roma | 42 – 36 | Aquile Ferrara | Salaria Sport Village |

#### 9ª giornata
| Bresso 14 maggio 2016, ore 20:00 CEST | Seamen Milano | 31 – 21 (7-7 7-7 7-7 10-0) | Giaguari Torino | Stadio Comunale |

| Firenze 14 maggio 2016, ore 21:00 CEST | Guelfi Firenze | 18 – 27 (0-14 0-7 6-6 12-0) | Dolphins Ancona | Guelfi Sport Center |

| Bolzano 15 maggio 2016, ore 15:00 CEST | Giants Bolzano | 14 – 7 | Panthers Parma | Stadio Europa |

| Ferrara 15 maggio 2016, ore 15:30 CEST | Aquile Ferrara | 27 – 46 | Marines Lazio | Mike Wyatt Field |

#### 10ª giornata
| Pero 21 maggio 2016, ore 18:00 CEST | Rhinos Milano | 21 – 10 (7-0 0-3 7-0 7-7) | Lions Bergamo | Stadio Comunale Gianni Brera |

| Bologna 21 maggio 2016, ore 21:00 CEST | Warriors Bologna | 29 – 34 (6-7 8-0 8-13 7-14) | Grizzlies Roma | Alfheim Field – Centro sportivo "Giorgio Bernardi" |

| Bolzano 22 maggio 2016, ore 15:00 CEST | Giants Bolzano | 35 – 0 | Giaguari Torino | Stadio Europa |

| Parma 22 maggio 2016, ore 15:00 CEST | Panthers Parma | 2 – 7 (0-0 2-0 0-7 0-0) | Seamen Milano | Stadio Ennio Tardini |

| Ferrara 22 maggio 2016, ore 15:30 CEST | Aquile Ferrara | 13 – 30 (7-0 13-0 0-7 10-6) | Dolphins Ancona | Mike Wyatt Field |

#### 11ª giornata
| Pero 28 maggio 2016, ore 18:00 CEST | Rhinos Milano | 29 – 27 | Giants Bolzano | Stadio Comunale Gianni Brera |

| Bologna 28 maggio 2016, ore 21:00 CEST | Warriors Bologna | 3 – 29 (0-0 3-22 0-7 0-0) | Guelfi Firenze | Alfheim Field – Centro sportivo "Giorgio Bernardi" |

| Roma 29 maggio 2016, ore 16:00 CEST | Grizzlies Roma | 28 – 48 | Marines Lazio | Salaria Sport Village |

#### 12ª giornata
| Ancona 4 giugno 2016, ore 18:00 CEST | Dolphins Ancona | 49 – 38 (14-20 14-12 7-6 14-0) | Marines Lazio | C.S. Nelson Mandela |

| Bologna 4 giugno 2016, ore 21:00 CEST | Warriors Bologna | 7 – 41 (0-14 0-21 0-6 7-0) | Aquile Ferrara | Alfheim Field – Centro sportivo "Giorgio Bernardi" |

| Torino 4 giugno 2016, ore 21:00 CEST | Giaguari Torino | 9 – 25 (7-2 2-14 0-9 0-0) | Panthers Parma | Stadio Primo Nebiolo |

| Bolzano 5 giugno 2016, ore 15:00 CEST | Giants Bolzano | 7 – 28 | Seamen Milano | Stadio Europa |

| Azzano San Paolo 5 giugno 2016, ore 16:00 CEST | Lions Bergamo | 13 – 28 (0-20 0-8 6-0 7-0) | Rhinos Milano | Campo Comunale |

| Roma 5 giugno 2016, ore 16:00 CEST | Grizzlies Roma | 14 – 35 (7-7 0-19 7-6 0-3) | Guelfi Firenze | Salaria Sport Village |

### Classifica
La classifica della regular season è la seguente:
- PCT = percentuale di vittorie, G = partite giocate, V = partite vinte, P = partite perse, PF = punti fatti, PS = punti subiti
- La qualificazione ai playoff è indicata in verde
- Le partecipanti al PlayOut per la permanenza in IFL sono indicate in giallo

#### Classifica Girone Nord (Verde)
| Pos. | Squadra         | PCT   | G  | V  | P | PF  | PS  |
| ---- | --------------- | ----- | -- | -- | - | --- | --- |
| 1    | Rhinos Milano   | 1.000 | 10 | 10 | 0 | 336 | 213 |
| 2    | Panthers Parma  | .600  | 10 | 6  | 4 | 297 | 177 |
| 3    | Seamen Milano   | .500  | 10 | 5  | 5 | 227 | 230 |
| 4    | Giants Bolzano  | .500  | 10 | 5  | 5 | 224 | 192 |
| 5    | Giaguari Torino | .300  | 10 | 3  | 7 | 177 | 316 |
| 6    | Lions Bergamo   | .100  | 10 | 1  | 9 | 184 | 331 |

#### Classifica Girone Sud (Rosso)
| Pos. | Squadra          | PCT   | G  | V  | P  | PF  | PS  |
| ---- | ---------------- | ----- | -- | -- | -- | --- | --- |
| 1    | Dolphins Ancona  | 1.000 | 10 | 10 | 0  | 354 | 159 |
| 2    | Marines Lazio    | .700  | 10 | 7  | 3  | 384 | 260 |
| 3    | Guelfi Firenze   | .600  | 10 | 6  | 4  | 247 | 184 |
| 4    | Aquile Ferrara   | .400  | 10 | 4  | 6  | 274 | 289 |
| 5    | Grizzlies Roma   | .300  | 10 | 3  | 7  | 202 | 322 |
| 6    | Warriors Bologna | .000  | 10 | 0  | 10 | 87  | 334 |

## Playoff e playout
|  | Quarti di finale   | Quarti di finale   | Quarti di finale  |                   |                   | Semifinali        | Semifinali | Semifinali |  |  | XXXVI Italian Bowl | XXXVI Italian Bowl | XXXVI Italian Bowl |  |
|  |                    |                    |                   |                   |                   |                   |            |            |  |  |                    |                    |                    |  |
|  | 1N Rhinos Milano   | 1N Rhinos Milano   | 77                |                   |                   |                   |            |            |  |  |                    |                    |                    |  |
|  | 1N Rhinos Milano   | 1N Rhinos Milano   | 77                |                   |                   |                   |            |            |  |  |                    |                    |                    |  |
|  | 4S Aquile Ferrara  | 4S Aquile Ferrara  | 32                |                   |                   |                   |            |            |  |  |                    |                    |                    |  |
|  | 4S Aquile Ferrara  | 4S Aquile Ferrara  | 32                |                   | 1N Rhinos Milano  | 1N Rhinos Milano  | 35         |            |  |  |                    |                    |                    |  |
|  |                    |                    |                   |                   | 1N Rhinos Milano  | 1N Rhinos Milano  | 35         |            |  |  |                    |                    |                    |  |
|  |                    |                    | 3N Seamen Milano  | 3N Seamen Milano  | 34                |                   |            |            |  |  |                    |                    |                    |  |
|  | 2S Marines Lazio   | 2S Marines Lazio   | 3N Seamen Milano  | 3N Seamen Milano  | 34                | 0                 |            |            |  |  |                    |                    |                    |  |
|  | 2S Marines Lazio   | 2S Marines Lazio   |                   |                   |                   |                   |            |            |  |  |                    |                    |                    |  |
|  | 3N Seamen Milano   | 3N Seamen Milano   | 27                |                   |                   |                   |            |            |  |  |                    |                    |                    |  |
|  | 3N Seamen Milano   | 3N Seamen Milano   | 27                |                   | 1N Rhinos Milano  | 1N Rhinos Milano  | 44         |            |  |  |                    |                    |                    |  |
|  |                    |                    |                   |                   |                   |                   |            |            |  |  |                    |                    |                    |  |
|  |                    |                    | 4N Giants Bolzano | 4N Giants Bolzano | 18                |                   |            |            |  |  |                    |                    |                    |  |
|  | 1S Dolphins Ancona | 1S Dolphins Ancona | 4N Giants Bolzano | 4N Giants Bolzano | 18                | 13                |            |            |  |  |                    |                    |                    |  |
|  | 1S Dolphins Ancona | 1S Dolphins Ancona |                   |                   |                   |                   |            |            |  |  |                    |                    |                    |  |
|  | 4N Giants Bolzano  | 4N Giants Bolzano  | 19                |                   |                   |                   |            |            |  |  |                    |                    |                    |  |
|  | 4N Giants Bolzano  | 4N Giants Bolzano  | 19                |                   | 4N Giants Bolzano | 4N Giants Bolzano | 30         |            |  |  |                    |                    |                    |  |
|  |                    |                    |                   |                   | 4N Giants Bolzano | 4N Giants Bolzano | 30         |            |  |  |                    |                    |                    |  |
|  |                    |                    | 2N Panthers Parma | 2N Panthers Parma | 20                |                   |            |            |  |  |                    |                    |                    |  |
|  | 2N Panthers Parma  | 2N Panthers Parma  | 2N Panthers Parma | 2N Panthers Parma | 20                | 35                |            |            |  |  |                    |                    |                    |  |
|  | 2N Panthers Parma  | 2N Panthers Parma  |                   |                   |                   |                   |            |            |  |  |                    |                    |                    |  |
|  | 3S Guelfi Firenze  | 3S Guelfi Firenze  | 14                |                   |                   |                   |            |            |  |  |                    |                    |                    |  |

### Quarti di finale
| Pero 18 giugno 2016, ore 18:00 CEST | Rhinos Milano | 77 – 32 (28-0 14-20 21-12 14-0) | Aquile Ferrara | Stadio Comunale Gianni Brera |

| Collecchio 19 giugno 2016, ore 15:30 CEST | Panthers Parma | 35 – 14 (14-0 14-0 7-0 0-14) | Guelfi Firenze | C.S. Parma 1913 |

| Roma 19 giugno 2016, ore 16:30 CEST | Marines Lazio | 0 – 27 | Seamen Milano | G.S. Polizia Municipale |

| Ancona 19 giugno 2016, ore 18:00 CEST | Dolphins Ancona | 13 – 19 (7-7 6-0 0-12 0-0) | Giants Bolzano | C.S. Nelson Mandela |

### Playout
| Bergamo 19 giugno 2016, ore 16:00 CEST | Lions Bergamo | 34 – 7 (14-0 7-0 6-0 7-7) | Warriors Bologna | Lions Field |

### Semifinali
| Pero 25 giugno 2016, ore 18:00 CEST | Rhinos Milano | 35 – 34 | Seamen Milano | Stadio Comunale Gianni Brera |

| Bolzano 26 giugno 2016, ore 15:00 CEST | Giants Bolzano | 30 – 20 | Panthers Parma | Stadio Europa |

### Italian Bowl
| Cesena 9 luglio 2016, ore 20:50 CEST | Rhinos Milano | 44 – 18 (14-9 17-6 13-3 0-0) | Giants Bolzano | Orogel Stadium-Dino Manuzzi |

## Verdetti
- Rhinos Milano Campioni d'Italia 2016 e qualificati alla IFAF Europe Champions League 2017
- Warriors Bologna retrocessi in Seconda Divisione FIDAF 2017